# حتپ‌حورنبتی
حتپ‌حورنبتی (به انگلیسی: Hetephernebti) شهبانویی در دودمان سوم مصر باستان بود. او تنها همسر شناخته شده جوسر است.
نام حتپ‌حورنبتی و دختر شاه، اینت‌کاعس، بر روی سنگ یادبودی که در کنار هرم جوسر در سقاره پیدا شده و همچنین نگاره‌ای در هلیوپلیس که او و دو دخترش را به تصویر می‌کشد، دیده می‌شود.
از میان لقب‌های او می‌توان به «او که حوروس را می‌بیند» و «بزرگ عصای پادشاهی» اشاره کرد. این‌ها هر دو از نام‌های مرسوم برای شهبانویان بزرگ در آن دوره بوده‌اند. او همچنین با نام «دختر شاه» نیز خوانده شده که احتمال این را می‌دهد که او دختر شاه خع‌سخم‌وی و شهبانو نیماعت‌حپ بوده باشد.